# العلاقات اليابانية النيبالية
العلاقات اليابانية النيبالية هي العلاقات الثنائية التي تجمع بين اليابان ونيبال.

## مقارنة بين البلدين
هذه مقارنة عامة ومرجعية للدولتين:
| وجه المقارنة                                              | اليابان         | نيبال                               |
| --------------------------------------------------------- | --------------- | ----------------------------------- |
| المساحة (كم2)                                             | 377.97 ألف      | 147.18 ألف                          |
| عدد السكان (نسمة)                                         | 126.79 مليون    | 29.40 مليون                         |
| الكثافة السكانية (ن./كم²)                                 | 335.45          | 199.76                              |
| العاصمة                                                   | طوكيو           | كاتماندو                            |
| اللغة الرسمية                                             | اللغة اليابانية | اللغة النيبالية                     |
| العملة                                                    | ين ياباني       | روبية نيبالية                       |
| الناتج المحلي الإجمالي (بليون دولار)                      | 4.87 تريليون    | 24.47 مليار                         |
| الناتج المحلي الإجمالي (تعادل القوة الشرائية) بليون دولار | 5.18 تريليون    | 70.20 مليار                         |
| الناتج المحلي الإجمالي الاسمي للفرد دولار أمريكي          | 34.52 ألف       | 743                                 |
| الناتج المحلي الإجمالي للفرد دولار أمريكي                 | 36.62 ألف       | 2.37 ألف                            |
| مؤشر التنمية البشرية                                      | 0.903           | 0.548                               |
| رمز المكالمات الدولي                                      | +81             | +977                                |
| رمز الإنترنت                                              | .jp             | .np                                 |
| المنطقة الزمنية                                           | توقيت اليابان   | ت ع م+05:45، التوقيت الموحد لنيبال ‏ |

## مدن متوأمة
في ما يلي قائمة باتفاقيات التوأمة بين مدن يابانية ونيبالية:
- ترتبط ماتسوموتو مع كاتماندو باتفاقية توأمة.
- ترتبط تويوتا مع نيبال باتفاقية توأمة.

## منظمات دولية مشتركة
يشترك البلدان في عضوية مجموعة من المنظمات الدولية، منها:
| علم المنظمة | اسم المنظمة                               | تاريخ انضمام اليابان | تاريخ انضمام نيبال |
| ----------- | ----------------------------------------- | -------------------- | ------------------ |
|             | مؤسسة التنمية الدولية                     | 27 ديسمبر 1960       | 6 مارس 1963        |
|             | يونسكو                                    | 2 يوليو 1951         | 1 مايو 1953        |
|             | مؤسسة التمويل الدولية                     | 20 يوليو 1956        | 7 يناير 1966       |
|             | منظمة حظر الأسلحة الكيميائية              | ?                    | ?                  |
|             | الأمم المتحدة                             | 18 ديسمبر 1956       | 14 ديسمبر 1955     |
|             | منظمة الشرطة الجنائية الدولية             | ?                    | ?                  |
|             | البنك الدولي للإنشاء والتعمير             | 13 أغسطس 1952        | 6 سبتمبر 1961      |
|             | الاتحاد البريدي العالمي                   | ?                    | ?                  |
|             | المركز الدولي لتسوية المنازعات الاستشارية | 16 سبتمبر 1967       | 6 فبراير 1969      |
|             | وكالة ضمان الاستثمار متعدد الأطراف        | 12 أبريل 1988        | 9 فبراير 1994      |
|             | بنك التنمية الآسيوي                       | 1966                 | 1966               |
|             | منظمة التجارة العالمية                    | ?                    | ?                  |
|             | الفريق المعني برصد الأرض                  | ?                    | ?                  |

## وصلات خارجية
- موقع وزارة الخارجية اليابانية
- موقع وزارة الخارجية النيبالية